# قالی سردرود
قالی سردرود نوعی قالی ایرانی است که در سردرود تولید می‌شود. ارزآوری صادرات تابلوفرش سردرود از ایران به کشورهای دیگر برابر با صادرات ۱ میلیون بشکه نفت خام در سال برآورد می‌شود.

## پیشینه
قالی‌های سردرود دارای سابقهٔ صد ساله است. قالی‌بافی برای اولین بار توسط «محمود آقاحکیم» وارد زندگی اهالی سردرود شده‌است و بعد از آن، توسط افراد دیگری مانند «حاج سید حاج آقا اسحاقیان»، «اعلاباف» و «حاج ابوالقاسم شریف‌زاده» پیگیری و گسترش یافته‌است.

## ثبت
فرایند ثبت جهانی تابلوفرش دستبافت سردرود بر اساس فرمت معاهده لیسبون در سازمان جهانی مالکیت فکری واقع در وین اتریش به ثبت رسید و رونمایی از آن در شهر سردرود در تاریخ ۱۶ دی ۱۳۹۵ انجام شد.